# Lucius Licinius Lucullus (Konsul 151 v. Chr.)
Lucius Licinius Lucullus war ein römischer Politiker des 2. Jahrhunderts v. Chr.
Als homo novus wurde Lucullus 151 v. Chr. Konsul und erhielt Hispania citerior zur Provinz. Rom befand sich damals im Krieg gegen die Keltiberer und der Konsul hatte Schwierigkeiten bei den Rekrutierungen, da viele Soldaten den Einsatz am  spanischen Kriegsschauplatz fürchteten. Laut einer Version wurde Lucullus von den Tribunen gefangen gesetzt, da er die Truppenaushebungen zu rau vorangetrieben hatte. Als er Hispanien erreichte, war er enttäuscht, als er feststellen musste, dass die Keltiberer Frieden geschlossen hatten. Angeblich aus Habsucht griff er die Vaccäer an, die ihrerseits von den Kantabrern unterstützt wurden. Zuerst ging er gegen die Stadt Cauca vor, schloss mit den Bewohnern einen Vertrag, ließ die Männer aber nach Öffnung der Stadttore hinterrücks niedermetzeln. In der Folge verweigerte Intercatia (50 km nordöstlich von Zamora) die Unterwerfung. Die Römer konnten die Stadt auch nach längerer Belagerung nicht erobern und zogen schließlich nach Stellung von Geiseln und Nahrungsmittellieferungen ab. Auch Pallantia verteidigte sich erfolgreich gegen die Truppen des Konsuls, der sich daraufhin zurückzog und in Turdetanien überwinterte.
Als Prokonsul rückte Lucullus 150 v. Chr. gegen die Lusitaner zu Felde und richtete unter ihnen ein schreckliches Blutbad an; dabei ging er ähnlich vertragsbrüchig und grausam wie der Prätor von Hispania ulterior, Servius Sulpicius Galba, vor. Dieses Verhalten der römischen Feldherren löste den die Weltmacht lange beschäftigenden Aufstand der Lusitaner unter Viriatus aus. Nach seiner Rückkehr von der Iberischen Halbinsel gab Lucullus den Bau eines Tempels der Felicitas im Velabrum in Auftrag; denn die Errichtung dieses 142 v. Chr. geweihten Heiligtums hatte er während seines Krieges in Spanien gelobt.